# جمعية النهضة النسائية (فلسطين)
جمعية النهضة النسائية (فلسطين)، جمعية خيرية تطوعية تأسست عام 1925 لتخدم النساء والأطفال في منطقة رام الله من خلال مشاريعها التأهيلية والإنسانية والإجتماعية لرفع مستوى المرأة من النواحي الثقافية والإجتماعية والإقتصادية.وترأسها السيدة غادة الأحول. ويعمل في الجمعية أخصائي نفسي وأخصائي اجتماعي وأخصائي مهني ومعالج وظيفي ومعالج نطق ومرشد تربوي، تستهدف الجمعية الاطفال والنساء والشباب والشيوخ وذوي الاحتياجات الخاصة.

## أهداف الجمعية
• رفع مستوى المرأة من النواحي الثقافية الإجتماعية والمهنية.
• تقديم المساعدات المادية والمعنوية لأفراد المجتمع المحلي والمحتاجين منهم.
• تطوير المشاريع الإنتاجية للوصول إلى الإكتفاء الذاتي، الفردي والجماعي.
• رعاية المعوقين وتطوير برامج التربية الخاصة، وتوثيق الصلة ما بين المعوق والمجتمع المحلي.

## مهمة الجمعية
مركز السمع وعلاج النطق واللغة والعلاج التطبيقي.لعلاج الإضطرابات النفسية والسلوكية ويعالج هذه المشاكل:
- إضطراب النماء النفسي: هو إضطراب في الكلام واللغة والمهارات الأساسية.
- إضطراب سلوكية وانفعالية التي تبدأ في الطفولة والمراهقة :هو إضطراب الحركة الزائدة وقصور الإنتباه.
- الإعاقة الذهنية ( العقلية) بأنواعها الثلاث: البسيطة والمتوسطة والشديدة.

## مبادرة تعرف على وطنك
أطلقت جمعية النهضة في محافظة قلقيلية هذه المبادرة تزامناً مع ذكرى الثامن من آذار لتنظيم رحلات وزيارات للنساء للأماكن التاريخية في فلسطين للتعرف على تلك الاماكن وتاريخها لتعزيز الثقافة الوطنية تجاه الاهتمام بالأماكن التاريخية والتراثية.

## النشاطات / التدخلات
- تقوية المجتمع والروابط العائلية
- تقديم خدمات نفسية وغحالة المحتاجين للخدمات والمصادر المناسبة.
- الارشاد النفسي وتقديم خدمات عامة للصحة النفسية والاجتماعية.